# Thomas Avenarius (Organist)
Thomas Avenarius (* um 1587 in Eilenburg; † 1638) war ein deutscher Organist und Komponist.

## Leben und Werk
Thomas Avenarius wirkte als Organist in Hildesheim. Er veröffentlichte folgende Kompositionen: Horticello anmuthiger, fröhlicher, trauriger, amorosischer Gesänglein (1614), Convivium musicale (fünfsätzige Tanzsuiten bestehend aus Pavane, Gaillarde, Courante, Intrada, Balletto) und das Viridarium musicum.